# Albrechts-Orden

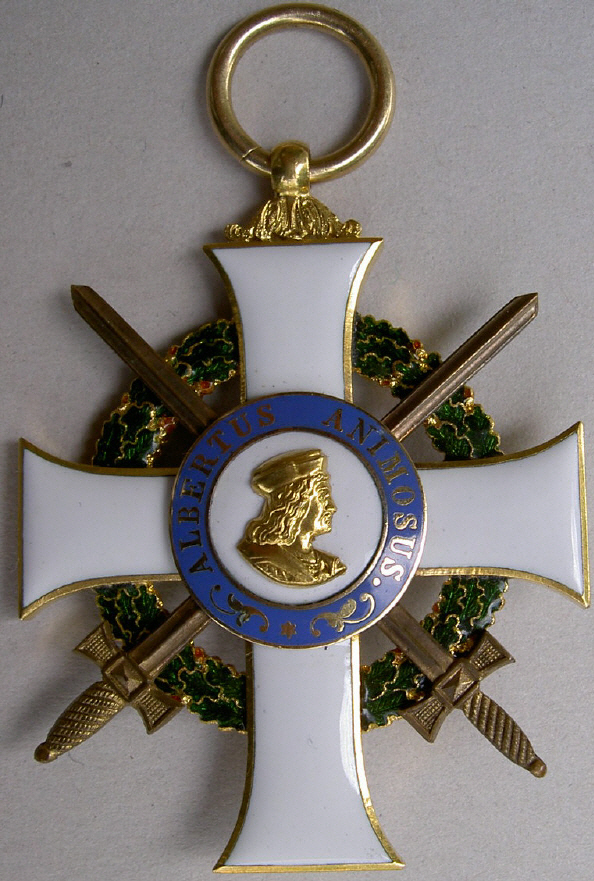
Ritterkreuz mit Schwertern

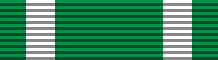
Ordensband

Der Albrechts-Orden wurde am 31. Dezember 1850 durch den sächsischen König Friedrich August II. zur Erinnerung an den Begründer der albertinischen Linie des Hauses Wettin Herzog Albrecht den Beherzten gestiftet und war zur Auszeichnung für geleistete Dienste im Staat, Wissenschaft und Kunst sowie „für gute bürgerliche Tugenden“ vorgesehen.
Die Statuten wurden am 9. Dezember 1870, am 31. Januar 1876 und am 4. Mai 1883 überarbeitet.

## Ordensklassen

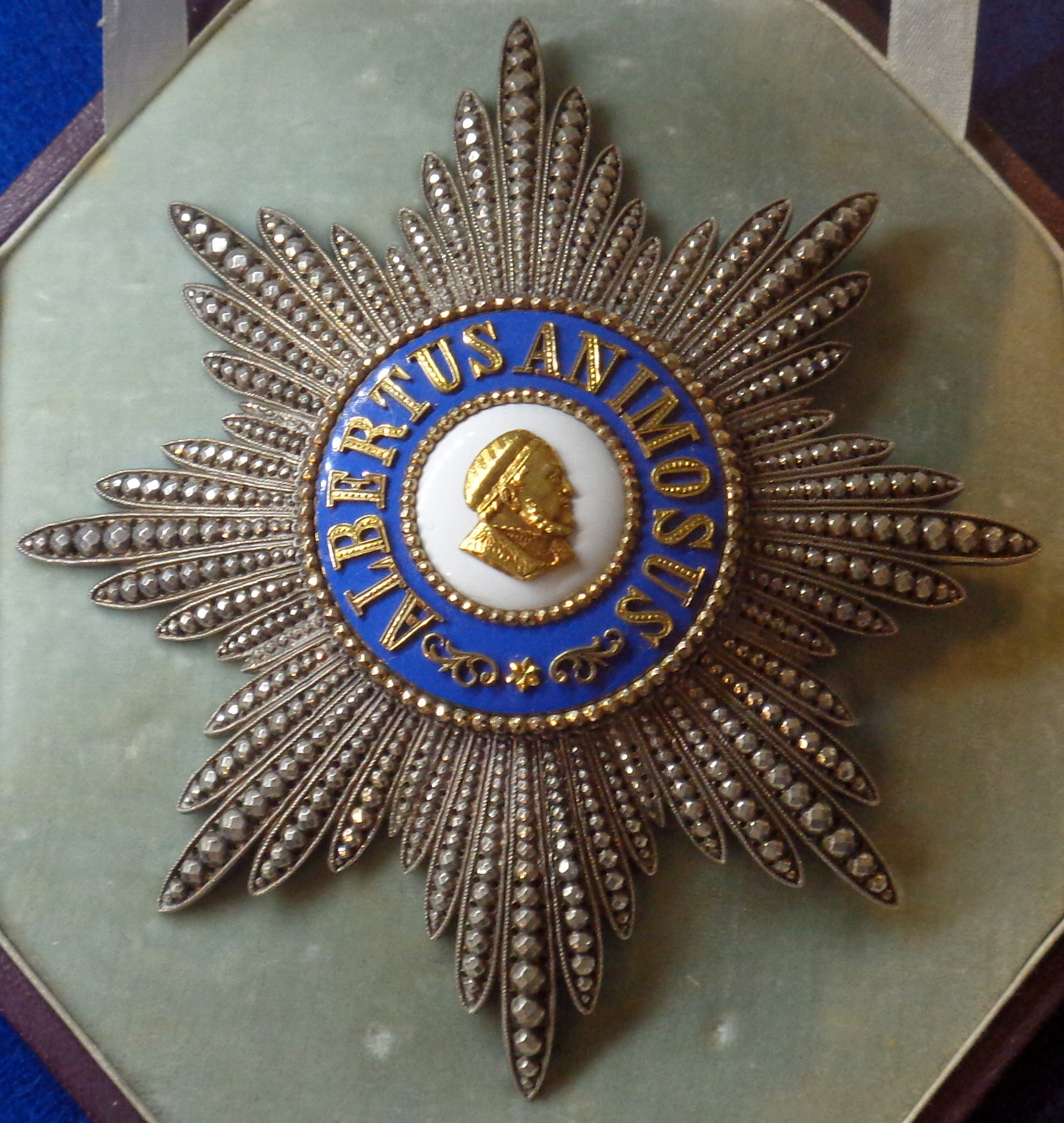
Bruststern zum Großkreuz

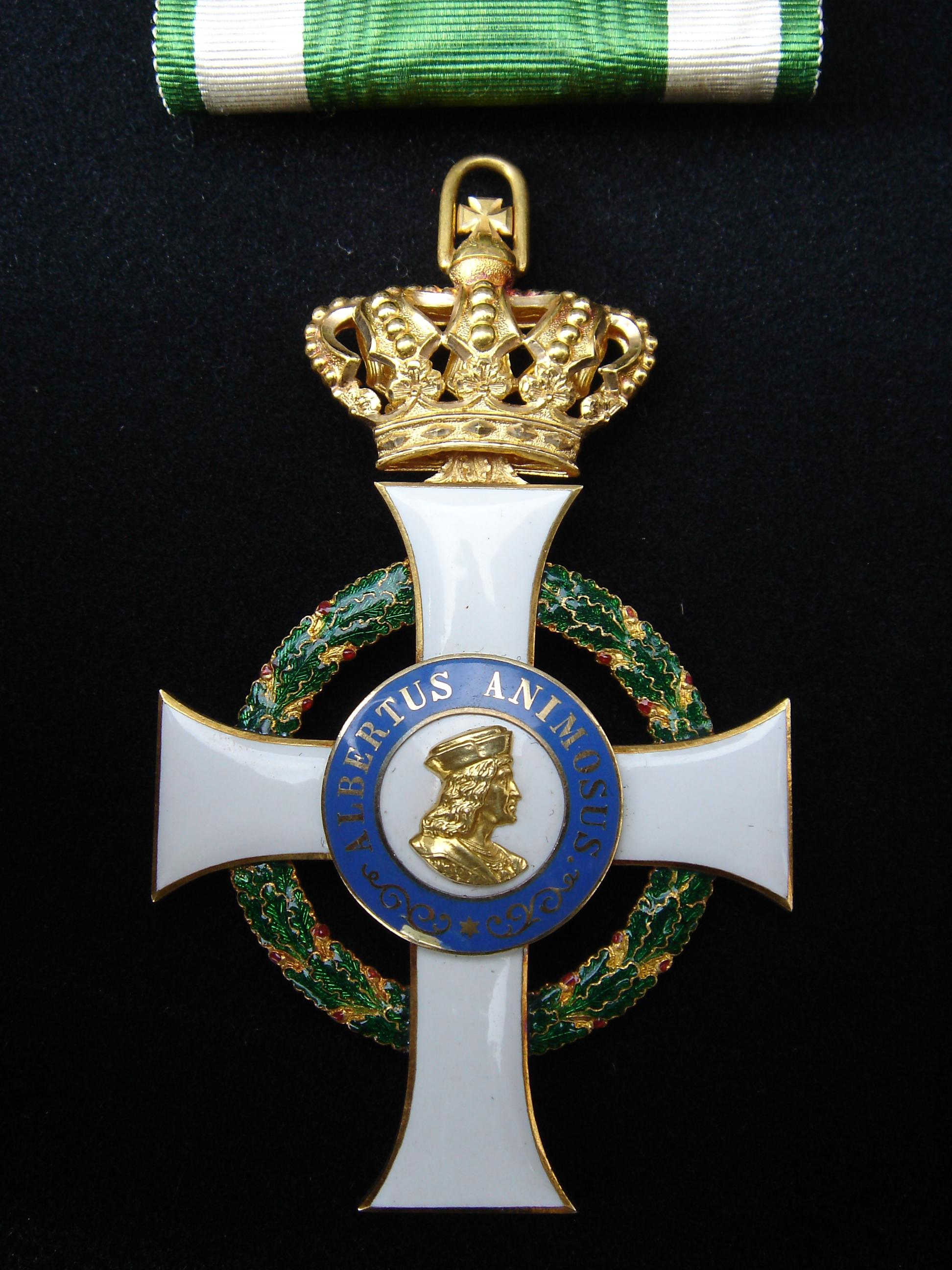
Komtur II. Klasse

Der Orden wurde zunächst in fünf Klassen gestiftet
- Großkreuz
- Komtur I. Klasse
- Komtur II. Klasse
- Ritter
- Kleinkreuz

Am 18. März 1858 wurde das Kleinkreuz in Ehrenkreuz umbenannt und eine Goldene und Silberne Verdienstmedaille hinzugefügt. Diese wurden am 2. Februar 1876 aufgehoben und das Ritterkreuz II. Klasse gestiftet. Statt der Goldenen Verdienstmedaille wurde das Albrechtskreuz geschaffen. 1883 führte man den Goldenen Bruststern zum Großkreuz als über dem Großkreuz angesiedelte Sonderstufe ein. Letztlich erfolgte am 11. Juni 1890 noch die Schaffung einer weiteren Klasse, des Offizierskreuzes, das zwischen dem Komturkreuz II. Klasse und dem Ritterkreuz I. Klasse rangierte.
Bis zum Ende der Monarchie am 13. November 1918 wurde der Orden wie folgt verliehen:
- Großkreuz
- Komtur I. Klasse
- Komtur II. Klasse
- Offizierskreuz
- Ritter I. Klasse
- Ritter II. Klasse
- Albrechtskreuz

1860 wurde der Orden um eine Abteilung für das Militär erweitert und konnte ab diesem Zeitpunkt mit gekreuzten Schwertern durch die Kreuzwinkel zur Verleihung kommen.

## Ordensdekoration
Das Ordenszeichen ist ein schlankes weißemailliertes Kreuz mit goldenem Rand, dessen unterer Kreuzarm länger ist. Die Kreuzarme sind von einem grün emaillierten Eichenkranz unterlegt. Auf weißem Grund zeigt das Medaillon das goldene Brustbild Albrecht des Beherzten (bis 1876 mit sogenannter Bäckermütze), umgeben von einem emaillierten blauen Reif mit der Inschrift 
ALBERTUS ANIMOSUS (Albrecht der Beherzte)
. Die Rückseite zeigt in der Mitte das sächsische Wappen und den blauen Reif. Unterhalb des goldenen Eichenkranzes steht die Zahl des Stiftungsjahres 1850. 
Das Kreuz hängt an der goldenen Königskrone für die Dekoration der I. und der kompletten II. Klasse. Die Ritterklasse, bei deren II. Klasse der Eichenkranz entfiel und statt Gold aus Silber war, hat keine Krone. Das Albrechtskreuz ist aus Silber.

## Ordensband und Trageweise
Das Ordensband ist grün mit einem weißen Seitenstreifen an beiden Randseiten.
Großkreuze trugen die Dekoration an einer Schärpe über die rechte Schulter zur linken Hüftseite, Komture I. und II. Klasse am Hals und die Ritter im Knopfloch oder am Band auf der linken Brustseite.
Großkreuze und Komture I. Klasse trugen einen acht bzw. vierstrahligen Ordensstern zusätzlich auf der linken Brust. Das Mittelschild gleicht auf der Vorderseite der großen Ordensdekoration. Auszeichnungserhöhung war die Vergabe eines goldenen Zusatzsterns für die Großkreuzklasse. Als Bandfarbe wurde dann die des Hausordens der Rautenkrone gewählt.